# Шарп, Джейн
Джейн Шарп (англ. Jayne Sharp; 20 июля 1977, Даркар, Уэйкфилд, Уэст-Йоркшир, Англия, Великобритания) — британская журналистка и телеведущая.

## Биография
Джейн Шарп родилась 20 июля 1977 года в Даркаре (административный центр Уэйкфилд графства Уэст-Йоркшир, Англия, Великобритания).
В ряде случаев в течение 2010 года Шарп вела «Live From Studio Five», заменяв Мелинду Мессенджер, Кейт Уолш и Эмму Уиллис, которым тогда нездоровилось.
В 2008—2011 годы была замужем за актёром Камеди Дейвом, от которого у неё есть дочь — Николь Кэтрин Витти (род. 3 августа 2007). В настоящее время помолвлена с Россом Нилом, от которого у неё есть дочь — Пайпер Нил (род. 23 марта 2016).